# Turkse voetbalbond
De TFF of de Türkiye Futbol Federasyonu is de Turkse voetbalbond. De vertaling van de Turkse naam is Turkije Voetbalfederatie. De TFF organiseert de competities in Turkije zoals de Süper Lig, TFF 1. Lig, TFF 2. Lig, TFF 3. Lig, Bölgesel Amatör Lig en de Turkse beker. De huidige president van TFF is İbrahim Hacıosmanoğlu. De federatie sloot zich aan bij FIFA in 1923 en UEFA in 1962. De TFF is ook verantwoordelijk voor het Turks voetbalelftal.

## Nationale ploegen
- Turks voetbalelftal (mannen)
- Turks voetbalelftal (vrouwen)
- Turks voetbalelftal onder 21 (mannen)
- Turks voetbalelftal onder 17 (mannen)